# Agostino Cusani (1542-1598)
Pour les articles homonymes, voir Agostino Cusani.
Agostino Cusani (né en 1542 à Milan  dans le duché de Milan, Italie, et mort le 20 octobre 1598 dans la même ville) est un cardinal italien de la fin du XVIe siècle. Il est l'oncle du cardinal Michele Alfonso Litta (1664). Le cardinal Agostino Cusani (1712) est également de sa famille.

## Biographie
Agostino Cusani  est protonotaire apostolique, référendaire au tribunal suprême de la Signature apostolique et clerc et président de la chambre apostolique.  
Il est créé cardinal par le pape Sixte V lors du consistoire du 14 décembre 1588. Lors du pontificat de Clément VIII il est membre de la congrégation pour l'interprétation des constitutions du concile de Trente.
Le cardinal Cusani participe aux deux conclaves de 1590, lors desquels Urbain VII et Grégoire XIV sont élus, et à ceux de 1591 (élection d'Innocent IX) et de 1592 (élection de Clément VIII).